# Leasing pracowniczy
Leasing pracowniczy – wynajem pracowników, z którymi został zawarty stosunek pracy na rzecz innych podmiotów gospodarczych. Pracownicy pracują zgodnie z ustawą o pracy tymczasowej.
Podmiot zatrudniający pracownika nazywany jest agencją pracy tymczasowej, pracownik oddelegowany do innego pracodawcy nazywany jest pracownikiem tymczasowym, natomiast pracodawca, na rzecz którego i pod którego kierownictwem świadczona jest praca zwany jest pracodawcą-użytkownikiem.
Usługi w zakresie leasingu pracowniczego oparte są na serwisie polegającym na utrzymaniu personelu, co obejmuje nawiązanie z pracownikiem stosunku pracy, naliczanie i wypłatę wynagrodzenia, świadczeń dodatkowych, odprowadzanie podatków, w niektórych przypadkach przeszkolenie oraz bezpośrednio poszukiwanie kandydatów. Biorąc pod uwagę, że agencje zatrudnienia – agencje pracy tymczasowej – zatrudniają personel, który będzie wynajmowany, na etat do pracy stałej, pracownik ma zapewnione wszystkie gwarancje i świadczenia, przewidziane obowiązującymi przepisami prawa o pracy tymczasowej. Pracodawca-użytkownik nie musi zawierać z pracownikiem odrębnej umowy, może zrezygnować z niego w dowolnym czasie, o ile umowa nie przewiduje inaczej. Użytkownik nie zastanawia się nad dotrzymaniem wymogów przewidzianych w prawie pracy w zakresie zwolnienia pracowników i ich ochrony socjalnej; nie rozwiązuje kwestii wyliczenia stażu pracy i pozostałych spraw związanych z przepływem dokumentów dotyczących pracowników.

## Osobliwości stosunku pracy w razie leasingu pracowniczego
Leasing pracowniczy zostaje zadokumentowany na podstawie dwóch odrębnych umów: umowy o świadczenie usług w zakresie rekrutacji i selekcji personelu oraz umowy o pracę.
Podstawową ze względu prawnego trudnością w razie wykorzystywania leasingu pracowniczego jest rozwiązanie kwestii dotyczącej podziału funkcji pracodawcy pomiędzy dwa samodzielne podmioty stosunków: pracodawcą prawnym – agencją zatrudnienia a pracodawcą faktycznym – użytkownikiem. Problem polega na tym, że podczas zawarcia umowy użyczenia personelu zachodzi trójstronny stosunek, który jest regulowany przez dwie różne umowy: umowę o pracę między pracownikiem a agencją zatrudnienia (umowa o pracę na czas określony) oraz umowę między pracodawcą faktycznym a agencją zatrudnienia.

### Schemat wynajmowania pracowników na warunkach leasingu

#### Interakcje leasingodawcy i personelu
Przede wszystkim agencja zatrudnienia – leasingodawca tworzy pulę personelu wynajmowanego.
1. Leasingodawca dokonuje selekcji specjalistów zgodnie z wymogami leasingobiorcy. Krajowe agencje przeważnie działają po otrzymaniu zlecenia na wynajęcie specjalistów, zaś za granicą agencje zatrudnienia tworzą pulę pracowników do wynajęcia zgodnie z zapotrzebowaniem rynku, niezależnie od otrzymania konkretnego zlecenia w pewnym czasie.
Biorąc pod uwagę, że wynajmowani specjaliści w przyszłości zostaną przekazani do wynajęcia do różnych organizacji i często mogą mieć dostęp do informacji poufnych, selekcjonowani są za pomocą specjalnych metod. Przewiduje to szczegółową weryfikację pod względem rzetelności przyszłego specjalisty wynajmowanego. Dopiero po analizie otrzymanych informacji może zostać podjęta decyzja o zatrudnieniu takiego pracownika na etat przez agencję zatrudnienia. Za granicą agencje zatrudnienia posiadają służby bezpieczeństwa, które przeprowadzają taką weryfikację.
2. Po uzgodnieniu kandydatów z leasingobiorcą (lub leasingodawcą w razie gdy pulę tworzy się dla przyszłych zleceń) specjaliści są zatrudniani na etat przez leasingodawcę i zostają pełnoprawnymi, stałymi pracownikami agencji zatrudnienia.
Agencja zatrudnienia przekazuje nowemu pracownikowi do zapoznania się umowę o pracę i kodeks etyczny specjalisty wynajmowanego, który został opracowany przez agencję zatrudnienia i reguluje etyczną stronę ugody leasingowej.
3. Wykwalifikowani specjaliści są wynajmowani na rzecz leasingobiorcy w celu wykonania ustalonych funkcji w ciągu uzgodnionego okresu.

#### Interakcje leasingodawcy i leasingobiorcy
Poniżej został podany schemat interakcji leasingodawcy i leasingobiorcy w celu zaspokojenia tymczasowego zapotrzebowania na personel za pomocą nawiązania stosunku leasingowego.
1. Określenie sytuacji problemowej leasingobiorcy i konkretnego zapotrzebowania na siłę roboczą (kwalifikacja specjalistów, ich skład i okres wykorzystywania).
2. Wybranie pewnej opcji schematu leasingowego dla leasingobiorcy. Na tym etapie uzgadnia się umowę, w której określa się warunki leasingu, w tym wynagrodzenie specjalisty oraz prowizję agencji (zwykle do 20–30% wynagrodzenia specjalisty, zaś czasem i więcej). Jednym z najważniejszych postanowień umowy leasingowej jest zakres pracy, którą specjalista powinien wykonać na odpowiednim poziomie jakościowym oraz w określonym terminie. Agencja zatrudnienia zapewnia leasingobiorcy jakość wykonania robót oraz nierozpowszechnienie jakiejkolwiek informacji biznesowej, którą otrzymuje specjalista w czasie pracy w organizacji. Określane są również kryteria oceniania wykonania robót przez specjalistę, który pracuje w celu wykonania umowy leasingowej.
W umowie więc obowiązkowo uwzględniane są następujące rzeczy:
- warunki leasingu,
- wynagrodzenie wynajmowanego specjalisty,
- wynagrodzenie agencji,
- zakres, termin i kryteria oceniania robót, do wykonania których zostaje zaproszony specjalista.

Zleceniodawca gwarantuje dokonanie opłaty faktur wystawionych przez agencję w pełnym zakresie w określonym terminie oraz zapewnienie zaproszonemu specjaliście ustalonych warunków pracy.
Agencja ze swojej strony gwarantuje zachowanie poufności wszelkiej informacji, dostęp do której otrzyma wynajmowany pracownik oraz jakość wykonywanych robót. Jeszcze jedno zobowiązanie agencji to wysłanie pracownika zastępczego w razie choroby lub niestawienia się do pracy wynajętego pracownika.
3. Selekcja personelu do leasingu, jeżeli zachodzi w tym potrzeba. W razie gdy wysyła się personel, który już jest w puli leasingowej agencji zatrudnienia, nie ma takiej potrzeby.
4. Udokumentowanie przez leasingodawcę trójstronnego stosunku leasingu z leasingobiorcą i specjalistami.
5. Agencja zatrudnienia pilnuje, by specjalista wykonywał u leasingobiorcy wyłącznie roboty zgodne z jego kwalifikacjami oraz w zakresie określonym w umowie leasingowej. Konflikty i spory pracownicze, które wynikają między leasingobiorcą i pracownikiem wynajmowanym rozwiązuje agencja zatrudnienia.

### Ryzyka i wartość usług w razie leasingu pracowniczego
Pewny poziom ryzyka w razie leasingu pracowniczego istnieje ze względu na to, że leasing to właściwie przekazanie przez agencję-leasingodawcę swoich pracowników do długotrwałego wynajęcia przez inną firmę. Ryzyko mogą stanowić nieoczekiwane zakresy i harmonogramy pracy w firmie klienta, niedokładność podczas wypełnienia dokumentów.
W związku z tym wartość usług określa się w zależności od tego, zapotrzebowanie na jaki personel jest zlecane przez klienta. Dla każdej grupy zawodów istnieje swój poziom ryzyka. Dla takich grup zostały opracowane pewne współczynniki. Biorąc pod uwagę ewentualne ryzyka ubezpieczeniowe, najwyższy współczynnik w stosunku do miesięcznego wynagrodzenie za pracę stosuje się w razie selekcji personelu niewykwalifikowanego, gdyż jest to kategoria o najwyższym poziomie ryzyka. Oczywiście odpowiedzialność za nich ponosi firma dokonująca selekcji personelu (ponieważ są oni pracownikami, których zatrudnia na etat). W stosunku do pracowników biurowych (koordynator ds. marketingu, manager ds. logistyki, administrator systemowy, księgowy itd.) stosuje się niższe współczynniki.
Zleceniodawca gwarantuje dokonanie opłaty faktur wystawionych przez agencję w pełnym zakresie w określonym terminie oraz zapewnienie zaproszonemu specjaliście ustalonych warunków pracy. Agencja ze swojej strony gwarantuje zachowanie poufności wszelkiej informacji, dostęp do której otrzyma wynajmowany pracownik oraz jakość wykonywanych robót. Agencja jest zobowiązana do wysłania pracownika zastępczego w razie choroby lub niestawienia się do pracy wynajętego pracownika. Agencja ze swojej strony zawiera z wynajmowanym pracownikiem umowę o pracę na czas nieokreślony lub umowę o pracę na czas określony, na podstawie której wysyła pracownika do zleceniodawcy w celu wykonywania robót. Wszystkie problemy i konflikty, wynikające pomiędzy zleceniodawcą i specjalistą, jak już zostało wspomniane, rozwiązywane są przez zleceniodawcę i agencję.

### Leasing pracowniczy w Polsce
Rozwój leasingu pracowniczego w Polsce jest powstrzymywany wskutek niedoskonałości przepisów prawnych oraz niestabilności zapotrzebowania na specjalistów o wysokich kwalifikacjach w razie ich tymczasowego zaangażowania.
Jednakże leasing pracowniczy ma obiecującą przyszłość, ponieważ umożliwi dużej liczbie firm wybranie przemyślanego rozwiązania kwestii optymalnego wykorzystania personelu w działalności organizacji.
W każdym razie coraz szersze wykorzystanie usług leasingu pracowniczego na polskim rynku wskazuje na konieczność przyjęcia odpowiednich ustaw, które we właściwy sposób regulowałyby prawa i obowiązki każdej z trzech stron leasingu personelu, tryb realizacji tej usługi.